# بیرینجی قوزان‌لی
بیرینجی قوزان‌لی (به لاتین: Birinci Quzanlı) یک منطقه مسکونی در جمهوری آذربایجان است که در شهرستان آق‌دام واقع شده است.